# Heßlar (Karlstadt)
Heßlar ist ein Gemeindeteil der Kreisstadt Karlstadt im unterfränkischen Landkreis Main-Spessart in Bayern.

## Geografie
Das Pfarrdorf befindet sich auf einem nach Süden und Osten abfallenden Hang. Dieser Hang wird zur Grundwassergewinnung genutzt und ist als Grundwasserschutzgebiet ausgewiesen.

## Geschichte
Heßlar wurde 788 erstmals urkundlich erwähnt, als Graf Manto und sein Bruder Megingoz mehrere ihrer Güter im „Veringewe“ (Werngau), darunter die Ortschaft Heßlar, dem Kloster Fulda schenkten.
In Heßlar wurde vor 830 Weinbau betrieben. Weinananbau wird derzeit aber nicht mehr betrieben.
Am 1. Mai 1978 erfolgte die Eingemeindung nach Karlstadt.

## Sehenswürdigkeiten
Heßlar hat mit der katholischen St. Michaelskirche eine Sehenswürdigkeit aus der Barockzeit.